# Advanced Very High Resolution Radiometer
Advanced Very High Resolution Radiometer (w skrócie AVHRR, pol. zaawansowany radiometr bardzo dużej rozdzielczości) – radiometr umieszczony na orbicie okołoziemskiej na satelitach należących do Narodowej Administracji Oceanu i Atmosfery USA oraz innych organizacji. Instrumenty AVHRR służą do multispektralnych pomiarów promieniowania Ziemi, głównie w obszarze podczerwieni. Dzięki tym pomiarom uzyskuje się informacje m.in. o temperaturze powierzchni oceanu.

## Historia
Pierwszy instrument został umieszczony na orbicie okołoziemskiej w październiku 1978 roku (satelita Tiros-N). Początkowo instrument był zaplanowany jako instrument do robienia zdjęć (obrazujący), a nie do jakościowej analizy stanu atmosfery i oceanu, ale z czasem został wykorzystany do jakościowej oceny wielu parametrów fizycznych. Instrumenty AVHRR/1 dokonywały obserwacji w czterech kanałach, natomiast seria instrumentów AVHRR/2 skonstruowana w latach 1980, dokonywała obserwacji w 5 kanałach i była umieszczona na satelitach NOAA-7 NOAA-14.

## Charakterystyka
AVHRR/3 jest także instrumentem obrazującym używanym do całoziemskiej analizy pokrywy chmur, temperatury oceanu, pokrywy lodu i roślinności. Obecnie (2009) instrumenty te są na pokładzie satelitów NOAA-15, -16, -17, -18 i Metop-A. AVHRR/3 jest instrumentem sześciokanałowym z trzema kanałami w świetle słonecznym i trzema kanałami w podczerwieni. AVHRR/3 ma dwa kanały o szerokości około 1 mikrometra pomiędzy 10,3 oraz 12,5 mikrometrów. Skanowanie odbywa się prostopadle do trajektorii lotu (skan poprzeczny). Kanały termiczne w podczerwieni oziębiane są do 105 K. Widmowe charakterystyki kanałów AVHRR/3 nie są identyczne z AVHRR/2. Kanał 3 jest podzielony na dwa kanały – 3a w obszarze słonecznym (1,6 mikrometra) oraz kanał 3b w obszarze 3,7 µm. Tylko pięć kanałów jest używanych jednocześnie. W czasie dnia używany jest kanał 3a, kanał 3b jest używany w nocy.
| Pasmo | Centralna długość | Szerokość pasma (mikrometr) |
| ----- | ----------------- | --------------------------- |
| 1     | 0,630             | 0,580 – 0,680               |
| 2     | 0,865             | 0,725 – 1,000               |
| 3a    | 1,610             | 1,580 – 1,640               |
| 3b    | 3,740             | 3,550 – 3,930               |
| 4     | 10,800            | 10,300 – 11,300             |
| 5     | 12,000            | 11,500 – 12,500             |

Ilość informacji z instrumentu AVHRR/3 jest ograniczana w czasie rzeczywistym poprzez użycie i uśrednienie tylko czterech z pięciu pomiarów w kierunku linii skanu oraz przez użycie co trzeciego skanu w kierunku lotu satelity. Tworzony jest w ten sposób zbiór danych nazywany Global Area Coverage (GAC) o rozdzielczości 1,1 na 4,4 km z przerwą 2,2 km pomiędzy pikselami w kierunku linii skanu. Sygnał pomiarowy jest zamieniany z dokładnością 10 bitów przez układ elektroniczny z sygnału analogowego na sygnał cyfrowy. Są to dane Poziomu 0.
Dane Poziomu 1 są przetwarzane na Ziemi i początkowo tworzone są dane Poziomu 1b. Zawierają one odbicie dla kanałów 1, 2 oraz 3a oraz wykalibrowane radiancje dla kanałów 3, 4 i 5. Zdjęcia są dodatkowo analizowane, głównie żeby zorientować się czy dany piksel pokazuje obszar atmosfery, w którym są, lub nie, chmury. Dane Poziomu 1b zawierają dodatkową informację o chmurach oraz informacje o geolokacji. Analiza polega na teście: (1) kanału T11, żeby ocenić obecność średnich i wysokich chmur, (2) T11-T12, żeby ocenić chmury typu cirrus, (3) test T11-T3.7 dla oceny chmur o małej wodności, (4) teście T3.7-T12 dla oceny chmur złożonych z kryształów lodu albo zimnych chmur nocą, (5) testu albeda A2 w półmroku lub w czasie dnia na wybrzeżach lub nad oceanem, przy nieobecności ścieżki słońca dla oceny chmur odbijających bardziej niż powierzchnia oceanu, (6) testu A1 (w półzmroku, w czasie dnia przy obecności ścieżki słońca na oceanie), dla oceny niskich chmur w obecności lądu bez śniegu, oraz testu T4 koherencji przestrzennej dla oceny cirrusów o małej grubości optycznej i małych cumulusów na wodą.

## Algorytmy

### Temperatura oceanu
Temperatura powierzchni oceanu jest istotna w prognozach pogody, jak i w ocenie zmian klimatu. AVHRR mierzy emisję powierzchni oceanu w trzech pasmach (pomiędzy 3,5µm – 4µm oraz pomiędzy 10µm i 12,5µm), w których transmisja promieniowania przez atmosferę jest względnie duża. Dla promieniowania podczerwonego, powierzchnia oceanu emituje promieniowanie prawie jak ciało doskonale czarne i dla całkowicie przeźroczystej atmosfery można by wyznaczyć temperaturę bezpośrednio z pomiarów, bez uwzględnienia efektów absorpcji promieniowania podczerwonego w atmosferze. W rzeczywistości para wodna, CO2, CH4, NO2 oraz cząstki zawieszone w atmosferze powodują ekstynkcję promieniowania podczerwonego i należy zastosować poprawkę atmosferyczną w ocenie temperatury oceanu. Zdjęcia satelitarne robione w tym zakresie fal pokazują jasność temperaturową proporcjonalną do temperatury, w jakiej emituje ocean, atmosfera, chmury i cząstki aerozolowe (np. pyły) w atmosferze. Większość algorytmów do oceny temperatury oceanu na podstawie pomiarów satelitarnych w zakresie promieniowania podczerwonego używa przybliżenia
{\displaystyle \mathrm {SST} =aT_{i}+\gamma (T_{i}-T_{j})+c,}
gdzie {\displaystyle T_{i}} jest jasnością temperaturową (ang. brightness temperature) w kanale {\displaystyle i} oraz {\displaystyle j,} natomiast {\displaystyle a} i {\displaystyle c} sa stałymi. Współczynnik {\displaystyle \gamma } jest zdefiniowany jako
{\displaystyle \gamma =(1-t_{i})/(t_{i}-t_{j}),}
gdzie {\displaystyle t_{i}} oraz {\displaystyle t_{j}} opisują transmisję w kanałach {\displaystyle i} oraz {\displaystyle j.} Np algorytm MCSST zakładał stały współczynnik {\displaystyle \gamma .}
Późniejsza wersja operacyjnego algorytmu NOAA – NLSST (nieliniowe SST) zakłada, że {\displaystyle \gamma } jest proporcjonalne do przybliżonej temperatury oceanu
{\displaystyle \mathrm {SST_{sat}} =a+bT_{4}+c(T_{4}-T_{5})\mathrm {SST_{guess}} +d(T_{4}-T_{5})(\sec(\rho )-1),}
gdzie {\displaystyle {\rm {SST_{sat}}}} jest temperaturą powierzchni oceanu, {\displaystyle T_{4}} oraz {\displaystyle T_{5}} są jasnościami temperaturowymi w kanałach AVHRR 4 oraz 5, {\displaystyle {\rm {SST_{guess}}}} jest pierwszym przybliżeniem temperatury oceanu, {\displaystyle \rho } jest satelitarnym kątem zenitalnym. Współczynniki a, b, c, oraz d dostaje się na podstawie regresji z bezpośrednimi pomiarami temperatury oceanu.
Istnieją dwie grupy algorytmów do oceny temperatury oceanu. Jedna z nich opiera się na użyciu równania transferu promieniowania pomiędzy powierzchnią Ziemi i szczytem atmosfery. W symulacjach wykorzystuje się typowe lub obserwowane profile temperatury, koncentracji i pary wodnej (i innych gazów absorbujących) w atmosferze. Ten algorytm daje bezpośrednią informację o temperaturze naskórkowej powierzchni oceanu, która jest inna niż temperatura powierzchni oceanu mierzoną przez pomiary bezpośrednie np. ze statków czy dryfterów. Druga grupa algorytmów wykorzystuje regresję pomiędzy mierzoną temperaturą oceanu i obserwowanymi temperaturami jasności oceanu. Istnieją porównania obu tych metod Algorytmy NLSST oraz MCSST należą do grupy algorytmów empirycznych opartych na regresji. Algorytmy oparte na bezpośrednim użyciu równania transferu promieniowania elektromagnetycznego dają możliwość lepszego uwzględnienia poprawek atmosferycznych.